# Myripristis earlei
Myripristis earlei är en fiskart som beskrevs av Randall, Allen och Robertson 2003. Myripristis earlei ingår i släktet Myripristis och familjen Holocentridae. Inga underarter finns listade i Catalogue of Life.